# Stadthalle Dornbirn
Il Stadthalle Dornbirn è un palazzetto dello sport della città di Dornbirn in Austria. Ha una capienza di 700 posti. 
Di proprietà del Comune di Dornbirn ospita le gare casalinghe della squadra di hockey su pista della città, il Dornbirn.